# Nysson dimidiatus
Nysson dimidiatus är en stekelart som beskrevs av Louis Jurine 1807.
Nysson dimidiatus ingår i släktet Nysson och familjen Crabronidae. Arten är reproducerande i Sverige.